# Barbara Fruth

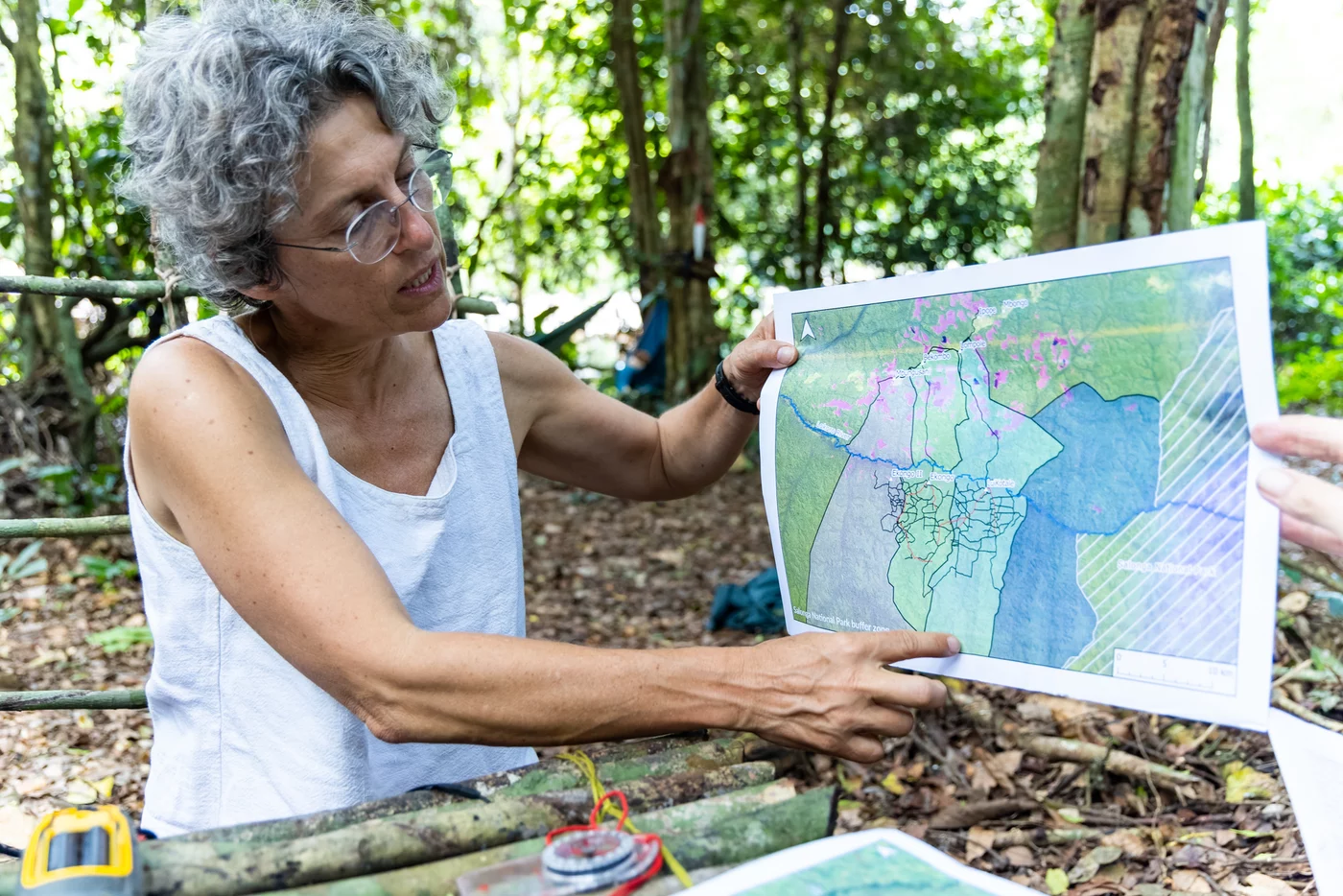
Barbara Fruth während ihres Forschungsprojektes LuiKotale Bonobo (2022)

Barbara Ingrid Fruth (* 28. November 1964 in München) ist eine deutsche Ökologin und Evolutions-Anthropologin. Sie erforscht primär die Sozioökologie von Bonobos und Schimpansen.

## Leben und Wirken

### Akademischer Werdegang
Fruth studierte von 1983 bis 1988 Biologie mit Schwerpunkten in Ökologie, Ethologie, Botanik und Paläontologie an der Universität München (LMU) und schloss 1995 mit einer Dissertation ab. Als Postdoc war sie von 1996 bis 2001 an der Miami University (USA) und am Max-Planck-Institut für Verhaltensphysiologie in Seewiesen tätig. 2013 kehrte Fruth für ihre Habilitation an die LMU München zurück; 2020 wurde ihr die Professur in Evolutionärer Anthropologie und Primatenschutz von der Liverpool John Moores University verliehen.

### Forschung
Nach eigenen Angaben konzentriert sich ein Großteil ihrer Forschung auf die Sozioökologie von Bonobos, insbesondere im Hinblick auf Ähnlichkeiten und Unterschiede zu ihren Verwandten, den Schimpansen. Dafür untersucht sie seit 1990 freilebende Bonobos (Pan paniscus) in der Demokratischen Republik Kongo. Dabei decken ihre Studien ein breites Spektrum der Ökologie, Ethologie, Physiologie, Genetik und Wildtierbiologie von Primaten ab.
Im Rahmen ihrer Forschungen begründete und leitete sie sowohl die Projekte The Cuvette Centrale as a reservoir of medicinal plants als auch Bonobo Alive und ist seit 2021 Leiterin des Forschungsprojekts LuiKotale Bonobo Project des Max-Planck-Institut für Verhaltensbiologie.

## Ehrungen
- 2025: Bundesverdienstkreuz am Bande[6]